# Mahmut Bakalli

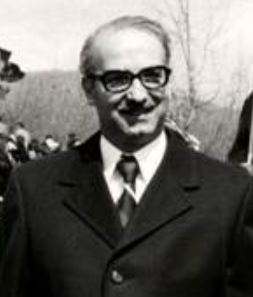
Mahmut Bakalli, 1975

Mahmut Bakalli (serbokroatisch Махмут Бакали Mahmut Bakali, * 19. Januar 1936 in Đakovica, Königreich Jugoslawien; † 14. April 2006 in Pristina, Serbien und Montenegro, heute Kosovo) war ein jugoslawischer und kosovarischer Politiker.

## Biografie
Bakalli wurde in Gjakova im Südwesten Kosovos geboren. Er besuchte die Mittelschule in Prizren, studierte Politikwissenschaften an der Universität Belgrad und arbeitete zunächst an der Universität Pristina.
Bakalli war anfangs Mitglied der Jugendorganisation des Bundes der Kommunisten des Kosovo und wurde 1961 deren Vorsitzender. Ab 1967 war er Vorsitzender des Pristinaer Gemeindekomitees des Bundes und in der Folge auch Mitglied des Zentralkomitees der serbischen Gliederung sowie des Präsidiums des Bundes der Kommunisten Jugoslawiens (BdKJ).
Bakalli war ab dem 28. Juni 1971 Präsident des BdKJ im Kosovo. Am 6. Mai 1981 trat er im Zuge von albanischen Studentenprotesten, die von der Parteiführung mit dem Einsatz der Polizei und der jugoslawischen Armee beantwortet worden waren, von seinem Amt zurück.
Im Vorfeld des Kosovokrieges war Bakalli 1997 und 1998 u. a. gemeinsam mit Ibrahim Rugova Mitglied einer fünfköpfigen Delegation, die mit der serbischen Führung unter Slobodan Milošević über ein Ende der Gewalt im Kosovo verhandelte, jedoch keinen Erfolg hatte. Es kam zu drei Besprechungen, die wichtigste mit dem damaligen Sicherheitschef von Milošević, Jovica Stanišić, im Kurort Brezovicë bei Prizren. Einer der serbischen Teilnehmer drohte offen mit der Vertreibung aller Albaner aus dem Kosovo: „Es gibt etwa 600 albanische Dörfer in Kosovo und wir brauchen drei Monate um sie zu leeren“.
Im Milošević-Prozess vor dem ICTY in Den Haag war er u. a. aus diesem Grund am 18. und 19. Februar 2002 der erste Zeuge der Anklage.
Mahmut Bakalli war seit 2001 auf der Liste der Allianz für die Zukunft Kosovos von Ramush Haradinaj Mitglied des kosovarischen Parlamentes und zuletzt als Berater von Agim Çeku tätig.
Er starb am 14. April 2006 an Rachenkrebs. Bakalli war verheiratet und hatte drei Töchter.